# Open Multimedia Application Platform

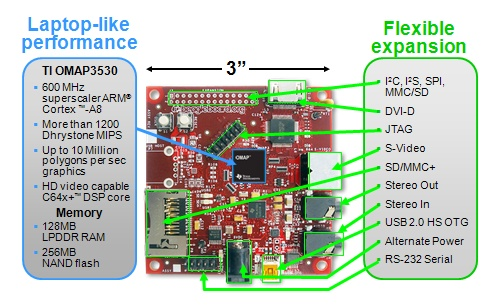
Entwicklungsboard mit TI OMAP3530

Das TI Ducati SIP core kann beschleunigt Videos und Bildverarbeitung.

Die Open Multimedia Application Platform (OMAP) ist eine proprietär gefertigte Prozessorarchitektur. OMAP ist ein eingetragenes Warenzeichen des US-amerikanischen Technologieherstellers Texas Instruments. OMAP-Prozessoren sind für den Einsatz in Smartphones und anderen mobilen Endgeräten ausgelegt und basieren auf der ARM-Architektur.
Während OMAP1 und OMAP2 meist in Mobiltelefonen zum Einsatz kamen, ermöglichen seit OMAP3 einige erschwingliche Entwicklungsboards den allgemeinen Einsatz folgender mit leistungsfähigen ARM Cortex-A Chips bestückten Computer: BeagleBoard und PandaBoard.